# Лудвиг фон Кехел
Лудвиг Алојз Фридрих Ритер фон Кехел (Кремс, 14. јануар 1800 — Беч, 3. јун 1877) био је аустријски музиколог, писац, композитор, ботаничар и издавач. Најпознатији је по каталогизацији Моцартових дела.

## Живот
Лудвиг је студирао право у Бечу. Дипломирао је 1827. године. Петнаест година био је учитељ четворици синова надвојводе Карла од Аустрије. Кехел је награђен витешким звањем и великодушном финансијском отпремнином, што му је омогућило да проведе остатак живота као приватни истраживач. Савремени научници су били веома импресионирани његовим ботаничким истраживањима у Северној Африци, на Иберијском полуострву, у Уједињеном Краљевству, Северном Кејпу и Русији. Поред ботанике, интересовао се за геологију и минералогију, али је волео и музику. Умро је од рака у 77. години живота у Бечу. Сахрањен је у Средишњем бечком гробљу.

## Кехелов каталог
Године 1862. објавио је Кехелов каталог, хронолошки и тематски регистар Моцартових дела. Овај каталог је био први у таквом обиму и са таквим нивоом стручности. Моцартова дела се често називају КВ бројевима (уп. број опуса); на пример, симфонија "Јупитер", Симфонија бр. 41, КВ. 551. У исто време када је Кехел писао свој каталог, Ото Јан је правио свеобухватну колекцију Моцартових дела и писао научну биографију Моцарта. Када је Јан сазнао за Кехелов рад, предао му је своју колекцију. Кехел је посветио свој каталог Јану.
Кехел је распоредио Моцартова дела у двадесет четири категорије, које су користили Брајткопф и Хартел када су објавили прво комплетно издање Моцартових дела од 1877. до 1910. године. 

## Кехелови текстови
- Моцартов јубилеј 1856. године.  (Mozart. Zu seiner Säcularfeier im Jahre 1856. Canzonen. Zaunrith, Salzburg 1856).
- Геолошка прегледна карта Салцбуршког војводства на основу снимака Царског геолошког завода.(Geologische Übersichtskarte des Herzogthumes Salzburg mit Zugrundelegung der Aufnahmen der k.k. geolog. Reichsanstalt. Reiffenstein & Rösch, Wien 1859).
- Минерали војводства Салцбурга. Са прегледом геолошких ресурса и мапом.(Die Mineralien des Herzogthumes Salzburg. Mit einer Uebersicht der geologischen Verhältnisse und einer Karte. Gerold, Wien 1859).
- Хронолошко-тематски индекс свих музичких дела Волфганга Амадеуса Моцарта: Укључујући детаље изгубљених, недоречених, пренесених, сумњивих и наметнутих Моцартових композиција.(Chronologisch-thematisches Verzeichnis sämtlicher Tonwerke Wolfgang Amade Mozart's : nebst Angabe der verloren gegangenen, unvollendeten, übertragenen, zweifelhaften und unterschobenen Compositionen desselben. Leipzig 1862).
- Неговање музике на аустријском двору од краја 15. до средине 18. века.(Die Pflege der Musik am österreichischen Hofe vom Schlusse des 15. bis zur Mitte des 18. Jahrhunderts. Pichler, Wien 1866).
- Царски дворски музички оркестар у Бечу од 1543. до 1867. године: према документованим истраживањима.(Die Kaiserliche Hof-Musikkapelle in Wien von 1543 bis 1867 : nach urkundlichen Forschungen. Beck, Wien 1869).
- Песме(Gedichte. Fromme, Wien 1872).
- Јохан Јозеф Фукс, дворски композитор и дворски музички директор царева Леополда I, Јозефа I и Карла VI. од 1698–1740.(Johann Josef Fux, Hofcompositor und Hofkapellmeister der Kaiser Leopold I., Josef I., und Karl VI. von 1698–1740. Hölder, Wien 1872).